# Psephotus varius
Psephotus varius là một loài chim trong họ Psittacidae.